# Bazzama
Bazzama est un village situé dans la région de l'Est du Cameroun. Il dépend du département du Lom-et-Djérem et de la commune de Mandjou (le village se trouvant à 20 km de Mandjou).

## Population
Lors du recensement de 2005, on y dénombrait 1 920 personnes.
En mai 2018, Bazzama comptait 6 539 habitants